# Speed (Caroline du Nord)
Pour les articles homonymes, voir Speed.
Speed est une ville américaine située dans le comté d'Edgecombe dans l'État de Caroline du Nord. En 2010, sa population était de 80 habitants.

## Démographie
| 1930 | 1940 | 1950 | 1960 | 1970 | 1980 |
| ---- | ---- | ---- | ---- | ---- | ---- |
| 95   | 127  | 103  | 142  | 142  | 95   |

| 1990 | 2000 | 2010 | - | - | - |
| ---- | ---- | ---- | - | - | - |
| 88   | 70   | 80   | - | - | - |

## Traduction
- (en) Cet article est partiellement ou en totalité issu de l’article de Wikipédia en anglais intitulé « Speed, North Carolina » (voir la liste des auteurs).